# Leuchtturm Hraunhafnartangi
Der Leuchtturm Hraunhafnartangi (isländisch Hraunhafnartangaviti) ist der nördlichste Leuchtturm Islands.
Er steht rund 800 Meter südlich des Polarkreises.

## Lage und Beschreibung
Der Leuchtturm befindet sich an der Nordostküste Islands, etwa 10 km nordwestlich von Raufarhöfn, der nördlichsten Ortschaft auf dem isländischen Festland.
Der Leuchtturm hat einen quadratischen Grundriss, ist 19 Meter hoch und aus Beton gebaut. Das Laternenhaus ist rot.

## Kennung
Die Kennung ist ein langer und ein kurzer Blitz, welcher alle 30 Sekunden erscheint.
Der Blitz ist je nach Richtung vom Leuchtturm weiß oder rot.
 